# Tetris: The Soviet Mind Game
Tetris — это игра-головоломка, разработанная компанией Atari Games и первоначально выпущенная для игровых автоматов в 1988 году. 
В 1989 году компания Atari Games выпустила порт аркадной версии под своим лейблом Tengen для Nintendo Entertainment System, несмотря на то, что она не была лицензирована Nintendo для этой системы. 
Ко времени судебного решения, требующего Tengen остановить распространение игры и уничтожить оставшиеся копии, было продано около 100 тысяч копий игры, и она стала предметом коллекционирования. Игра была признана лучше официального релиза Nintendo, и 1UP.com отмечает её ликвидацию как потерю для игроков, ссылаясь на геймплей и режим для двух игроков.